# Berengar Rajmund I

Średniowieczne hrabstwa na terenie obecnej Katalonii

Berengar Rajmund I zwany Garbaty lub Krzywy (kat. Berenguer Ramon I el Corbat/hiszp. Berenguer Ramón I el Corvado lub el Curvo; ur. między 1000 a 1006, zapewne w 1005  – zm. 26 maja 1035 roku w Barcelonie) – hrabia Barcelony, Girony i Osony w latach 1017-1035 z pierwszej dynastii barcelońskiej (Urgel).

## Pochodzenie i dzieciństwo
Urodził się jako najstarszy syn (z najprawdopodobniej czworga dzieci) Rajmunda Borrella i Ermesindy z Carcassonne (zm. 1 marca 1058), córki Rogera I z Carcassonne i Adelajdy z Rouergue. Miał nieznanego z imienia młodszego brata, który zginął w bitwie między 1017 a 1027 rokiem. Był również spokrewniony z małoletnim hrabią Urgell Ermengolem II, który był jego bratem stryjecznym. Po śmierci ojca w 1017 roku przejął władzę, będąc wówczas jeszcze niepełnoletnim. Jego regentką do lat 20. XI wieku (formalnie do 1023) została wdowa po władcy, która wypracowała sobie bardzo silną pozycję i odgrywała znaczącą rolę aż do śmierci Berengara Rajmunda. Zaakceptował zwierzchność lenną króla Nawarry i Kastylii Sancho III Wielkiego.
Jedynym źródłem, które mówi o jego chorobie jest napisana 150 lat po nim Crónica de San Juan de la Peña. To źródło podaje, że Berengar Rajmund zmarł w wieku 40 lat (wówczas urodziłby się w 995), jednak wydaje się to mało prawdopodobne, jeśli regencja trwała aż tak długo.

## Panowanie
Berengar Rajmund jest enigmatyczną postacią w historii. Dbał o pokojowe relacje ze swoimi sąsiadami, zwłaszcza z Ermengolem II Pielgrzymem. Podtrzymał przyjazne relacje z sąsiednimi hrabiami Wilhelma I of Besalú i Wilfreda II z Cerdanyi oraz nawiązał przyjazne stosunki z Hugo I z Empúries. Za jego panowania często odwiedzał w Saragossie i Nawarze Sancho III Wielkiego, aby zawrzeć sojusz przeciw wspólnemu wrogowi hrabiom Tuluzy (wówczas Wilhelmowi III Tailleferowi). Utrzymywał przyjazne relacje z papiestwem i w 1032 roku udał się na pielgrzymkę do Rzymu. Jego sojusznikami byli dostojnicy kościelni: hrabia i przeor Oliba, Ponç Bofill, Gombau de Besora, biskup Piotr z Girony i Deudado z Barcelony. W 1025 roku uwolnił od podatków ludzi mających majątek w ordynacji rodowej. Jedyne konflikty zbrojne za jego panowania to jego ataki na Cervera i w dolinie Gaià; zmierzył się także z najazdem muzułmańskim na Argençola.
Z drugiej strony za jego panowania nastąpił spadek autorytetu władzy hrabiowskiej. Nawet po osiągnięciu pełnoletniości nie uwolnił się od władzy matki, być może było to powiązane z jego chorobą. Kronikarz opisuje go jako słabego i niezdolnego do podjęcia decyzji. Jego matka była natomiast osobą o silnym charakterze, która stałarała się narzucić swoją władzę baronom. Lokalni szlachcice jednak często sami wyruszali na wyprawy przeciw Maurom (w celu zdobycia łupów, sławy i zapewne zbawienia), postępując wbrew polityce hrabiego. Ermesinda nie mogła jednak ich zmusić do zaprzestania najazdów bądź wspólnej wyprawy, gdyż jako kobieta miała mniejszy autorytet, zwłaszcza w kwestiach militarnych. Za jego rządów wybuchło powstanie w 1027, ale powstrzymał je pokój boży, zainaugurowany przez biskupów Elne i Vic w 1027 i odnowiony pięć lat później.
Jeszcze w 1035 roku jego tereny zostały podzielone między synów, prawdopodobnie z inicjatywy matki. Najstarszy Rajmund Berengar otrzymał Gironę i Barcelonę aż do rzeki Llobregat, otrzymując tytuł hrabiowski, Sancho tereny przygraniczne od Llobregat do granic z muzułmanami (w tym nowe księstwo Penedès ze stolicą w Olèrdola), Wilhelm dostał natomiast Osonę (pod regencją Gizeli do 1054). 

## Małżeństwo i potomstwo
W 1021 ożenił się z Sanchą Sanchez, córką hrabiego Kastylii Sancho I Garcii oraz jego żony Urraki (być może z Saldañii). Doczekali się dwójki dzieci:
- Rajmunda Berengara (1023-1076), następcy ojca jako hrabia Barcelony;
- Sancho (nieznany rok urodzenia - zm. po 1058).

Po raz drugi ożenił się w 1027 z Guislą (Gizelę) z Lluça. Miał z nią co najmniej dwójkę dzieci:
- Guillermo (ur. 1028 - zm. ok. 1065), hrabia Osony[3]
- Bernard (ur. 1029 - zm. po 1058), urodzony zapewne po śmierci ojca, ponieważ nie pojawia się w jego testamencie[2]

Temu małżeństwu przypisuje się też inne dzieci:
- Klemencję, żonę Ermengola III z Barbastre;
- Sybillę, żonę Henryka de Bourgogne.

Po śmierci władcy Guisla wyszła za Udalardo II, wicehrabiego Barcelony.